# James Angulo
James Angulo (ur. 20 stycznia 1974) – kolumbijski piłkarz występujący na pozycji napastnika.

## Kariera piłkarska
Od 1993 do 2004 roku występował w América Cali, Independiente Santa Fe, Deportes Quindío, Deportivo Pasto, Sport Boys, Shonan Bellmare, Alianza Lima, Juan Aurich, Centauros Villavicencio i Espoli.